# Věřice
Věřice je malá vesnice, část obce Struhařov v okrese Benešov. Nachází se asi 2,5 km na sever od Struhařova. V roce 2009 zde bylo evidováno 15 adres. Věřice leží v katastrálním území Jezero o výměře 3,63 km².

## Historie
První písemná zmínka o vesnici pochází z roku 1407. V letech 1440 až 1460 zde sídlil vladyka Petr Kůle z Věřic. Roku 1540 je zmiňován Jindřich, který tehdy vlastnil i statek Pyšely. Roku 1628 byly Věřice spojeny s panstvím Jemniště.
V zahradě u čp. 7 dle obecních záznamů vysazen roku 1848 dub na počest zvolení Jana Šimka, rychtáře z Věřic, do sněmu českého. V roce 1870 zde žilo 109 obyvatel v 12 domech.